# Quintus Baebius Herennius
Quintus Baebius Herennius war ein Mitglied der römischen plebejischen Familie der Baebier und 216 v. Chr. Volkstribun.

## Leben
Das Volkstribunat des Quintus Baebius Herennius fällt in die Anfangsphase des Zweiten Punischen Krieges, den die Römische Republik gegen Hannibal führte. Baebius war ein Verwandter des Gaius Terentius Varro und trat für dessen Wahl zum Konsul des Jahres 216 v. Chr. unter Verdächtigungen der Nobilität ein. Die von großer Antipathie gegen Varro geprägte Darstellung des römischen Historikers Titus Livius über die Wahl der Konsuln zeigt dennoch, dass jene des Varro problemlos verlief, während sich die römische Aristokratie nur mühselig auf Lucius Aemilius Paullus als zweiten Anwärter auf das höchste Staatsamt verständigte und ihn erst im zweiten Wahlgang durchbrachte.